# Matese
Il massiccio del Matese (o semplicemente Matese) è un massiccio montuoso dell'Appennino sannita, compreso in due regioni (Molise e Campania) e quattro province (Campobasso, Isernia, Caserta e Benevento).

## Storia
Testimone di segni di civiltà remote, la storia di questo complesso montuoso, inizia oltre 25 secoli or sono ad opera dei primi abitanti di origine italica, mentre i coloni greci, che pur tanta incidenza ebbero sulle popolazioni di pianura, poco influirono sugli abitanti del Matese.
Nel 216 a.C. questo territorio fu invaso anche dai soldati cartaginesi guidati da Annibale. Dopo il V secolo si diffuse il monachesimo, che diede origine a molti centri abitati come San Gregorio Matese (CE), San Salvatore Telesino (BN), ecc. Nel 1800 il Matese servì da rifugio ai partigiani realisti che lottavano contro Murat e i Francesi, diventando il covo dei cosiddetti "briganti" che si aggirarono per le aspre contrade fino al 1815.
Più tardi, tra il 1861 e il 1865, trovarono rifugio sulle montagne matesine uomini della più disparata provenienza ideologica: soldati borbonici renitenti di leva con l'aggiunta di veri delinquenti, comandati dall'ex cavalleggero borbonico Cosimo Giordano di Cerreto Sannita (BN), con bande che raggiungevano oltre i 500 componenti.
Nel 1877 ci fu un tentativo, da parte di Errico Malatesta e dei suoi seguaci, di suscitare un moto di natura anarchica, ma dopo pochissimi giorni la banda, stremata dal maltempo, si arrese.

## Descrizione

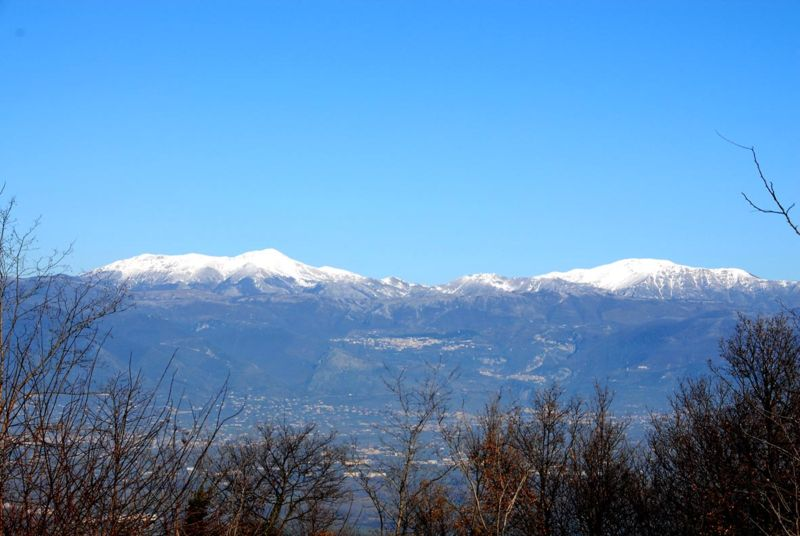
Il monte Miletto e La Gallinola dal versante campano

Il massiccio del Matese si affaccia ad ovest sulla valle del medio Volturno in vista dei monti Trebulani, a est sulla zona preappenninica molisana, a nord è limitato dai monti delle Mainarde e dalla Maiella, a sud dal massiccio Taburno Camposauro. Nel territorio, in particolare nell'oasi di Campochiaro, si trova l'abisso Pozzo della Neve, tra i più importanti sistemi sotterranei d'Italia.
Da NW a SE il massiccio raggiunge un'estensione massima di circa 74 km, racchiudendo una superficie di circa 1585 km². I monti campani fanno parte del parco nazionale del Matese. Vi si trovano un lago di origine glaciale (il lago del Matese) e tre laghi artificiali (di Gallo Matese, di Letino e di Arcichiaro). 

### Montagne
- Monte Miletto (2050 m s.l.m.);
- La Gallinola (1923 m s.l.m.);
- Monte Mutria (1823 m s.l.m.);
- Monte Crocetta (1735 m s.l.m.);
- Monte Pastonico (1640 m s.l.m.);
- Monte Porco (1605 m s.l.m.);
- Monte Acerone (1598 m s.l.m.);
- Monte Ruzzo (1573 m s.l.m.);
- Monte Valle Diamante (1571 m s.l.m.);
- Palumbaro (1552 m s.l.m.);
- Monte Porco (1535 m s.l.m.);
- La Torretta (1473 m s.l.m.);
- Monte Moschiabero (1466 m s.l.m.);
- Monte Tre Confini (1429 m s.l.m.);
- Monte Cappello (1406 m s.l.m.);
- Monte Erbano (1385 m s.l.m.);
- Monte Maio (1302 m s.l.m.);
- Moria Catella (1258 m s. l.m.);
- Monte Tagliaferro (1174 m s.l.m.);
- Crocella (1040 m s.l.m.).

### Flora
La flora varia in base all'altitudine. Nelle zone meno asciutte e a ridosso del piano submontano si incontrano boschi misti di frassino e carpino nero spesso inframezzati da diverse specie di aceri, sorbi e cornioli. Sopra i 1000 m s.l.m. domina il faggio, accompagnato da fiori come il bucaneve, l'uva di volpe e l'orchidea fantasma. Al di sopra del limite del faggio è possibile incontrare specie arbustive come il ginepro, il ramno alpino e il caprifoglio delle Alpi che possono spingersi fino ai 1800 m s.l.m. per poi lasciare il passo alle praterie d’alta quota. Nelle parti più basse del versante campano sono presenti boschi di leccio, ma non mancano arbusti come corbezzolo, viburno e mirto.

### Fauna
Oltre alla fauna domestica di equini, bovini, e ovini che pascolano allo stato brado nei pressi di monte Miletto e la Gallinola, si possono osservare volatili come gheppio, poiana, nibbio reale, nibbio bruno, moretta tabaccata, piviere tortolino, fringuello alpino e qualche esemplare di aquila reale.
Tra gli anfibi ci sono il tritone italiano, l'ululone appenninico, la rana agile, il rospo comune, la salamandrina di Savi e la rana appenninica. I rettili più comuni sono l'orbettino, la lucertola muraiola, il ramarro occidentale ed il biacco.
I mammiferi presenti nell’area sono la volpe, il gatto selvatico, la faina, la martora, la puzzola, la donnola, il tasso, lo scoiattolo ed il ghiro. I pochi lupi appenninici superstiti sono in ripresa mentre i caprioli, reintrodotti nel 2008, stanno ricolonizzando il territorio. Ai cinghiali maremmani autoctoni, si sono affiancati i cinghiali ungheresi, introdotti da alcuni cacciatori.

## Turismo
Nel Matese si trovano gli impianti sciistici di Campitello Matese (in provincia di Campobasso) e di Bocca della Selva (in provincia di Benevento), quest'ultimo ormai in disuso.

## Galleria d'immagini

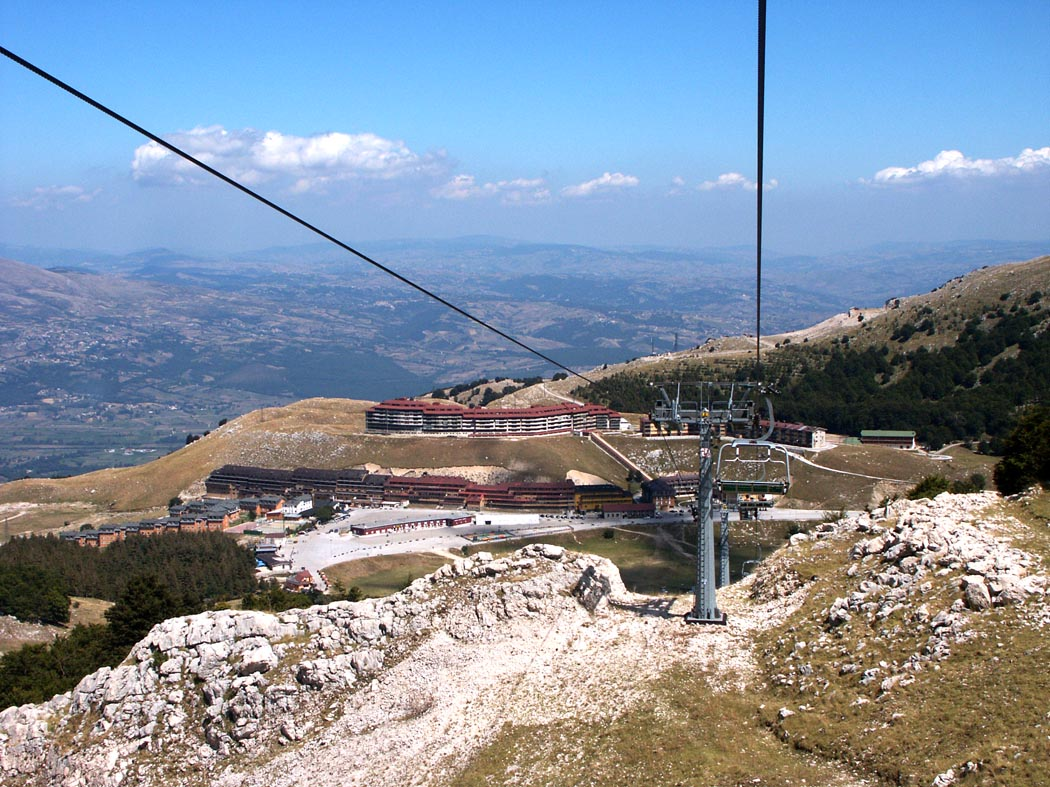
Impianto di risalita di Campitello Matese
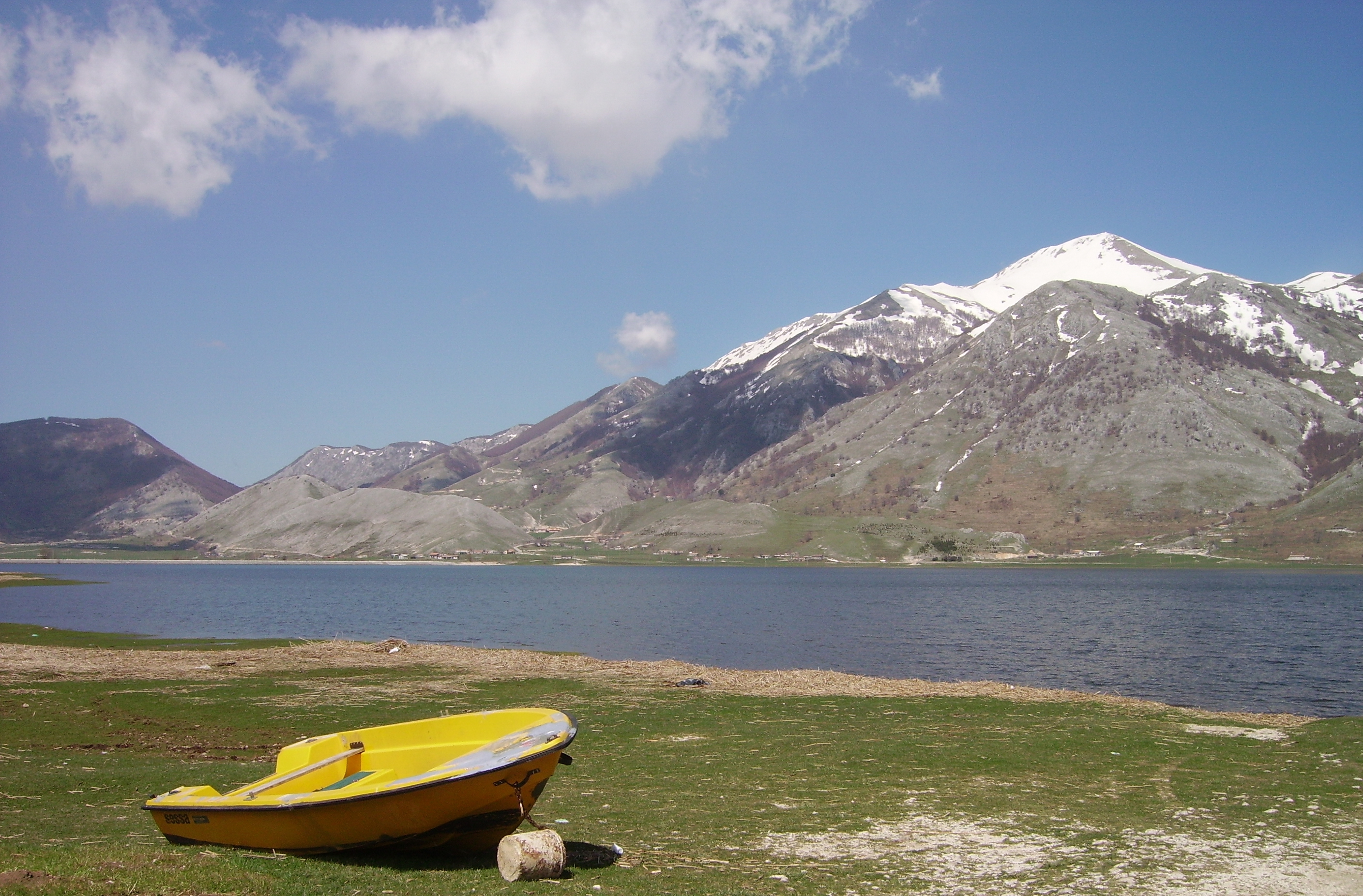
Lago del Matese
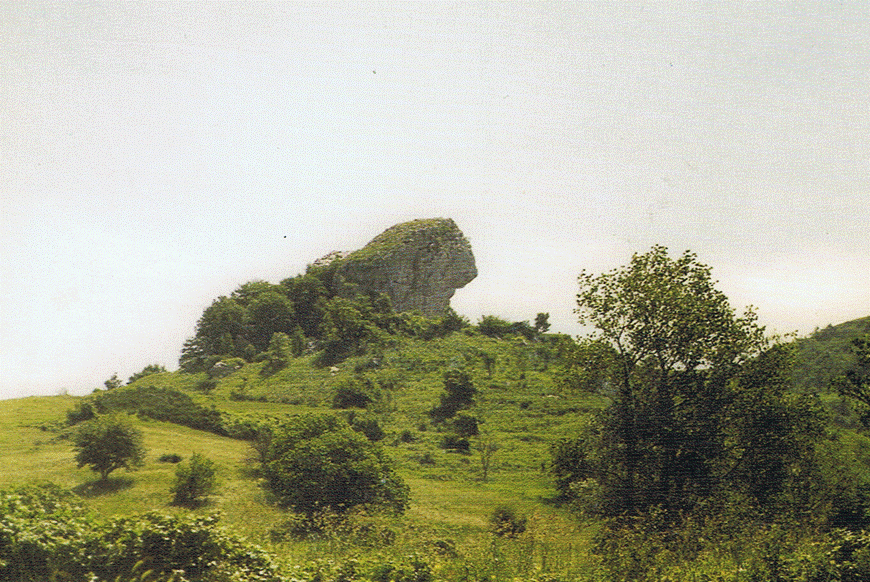
Macigno calcareo simile ad un felino presso Cerreto Sannita
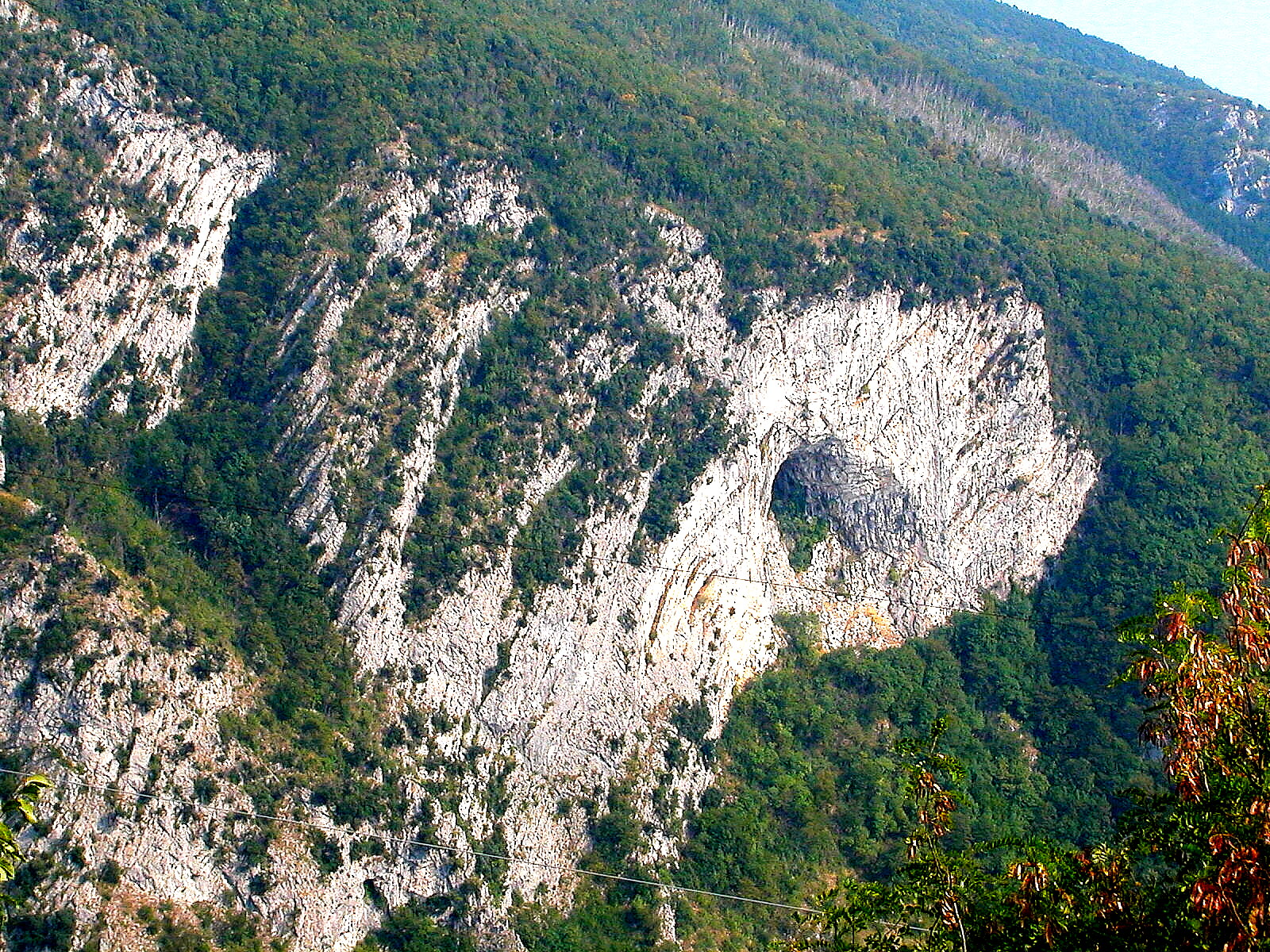
Caverne Monte Muto
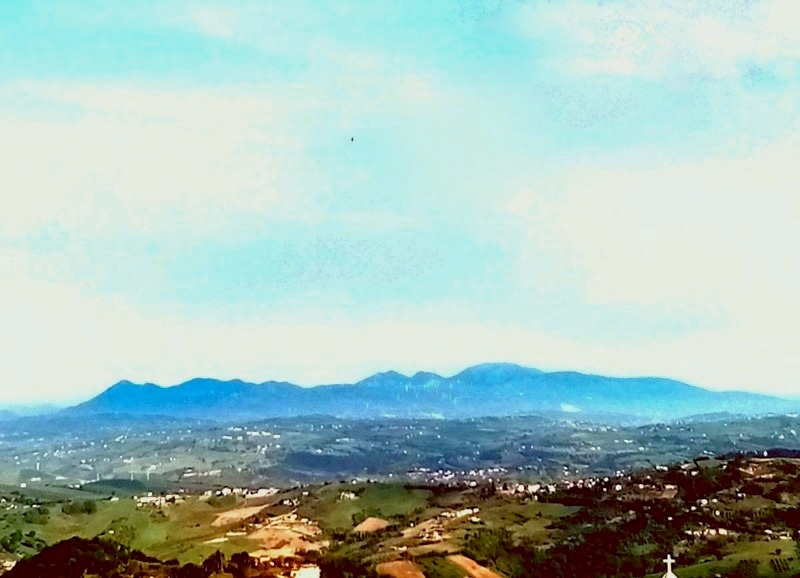
Versante campano visto da Ariano Irpino
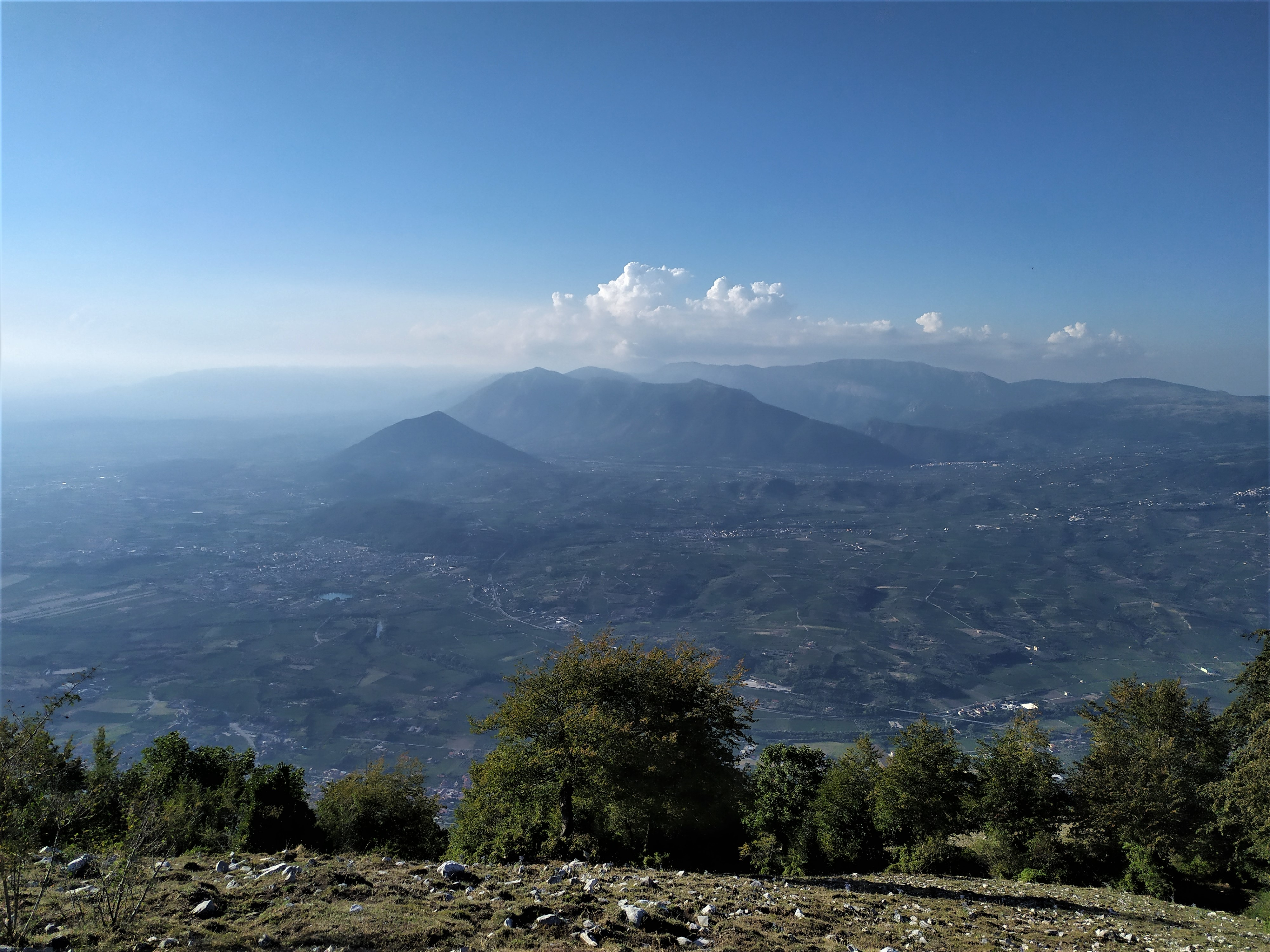
Matese visto dal passo alto
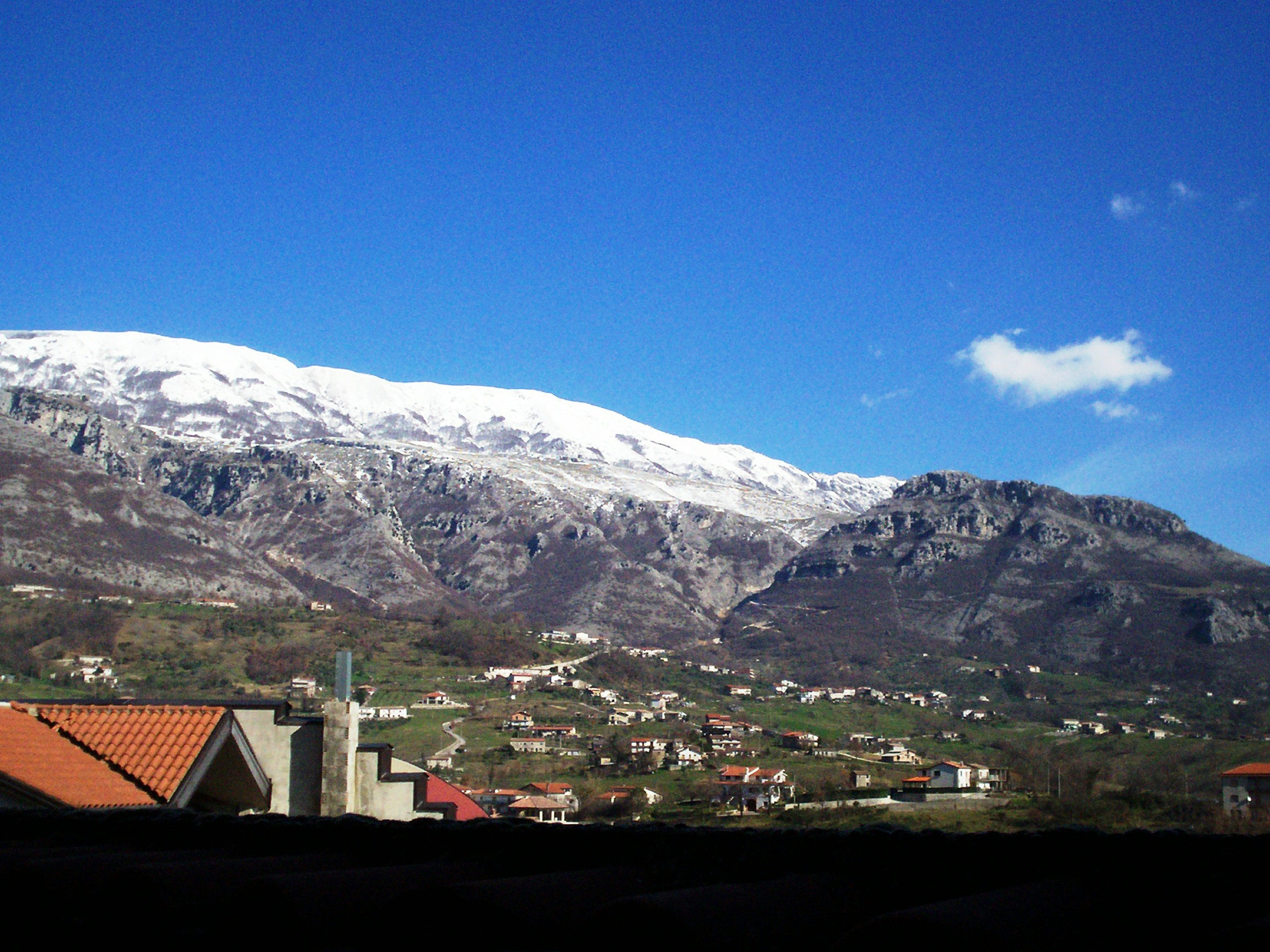
Matese visto da Cusano Mutri
Versante molisano visto da Torella del Sannio
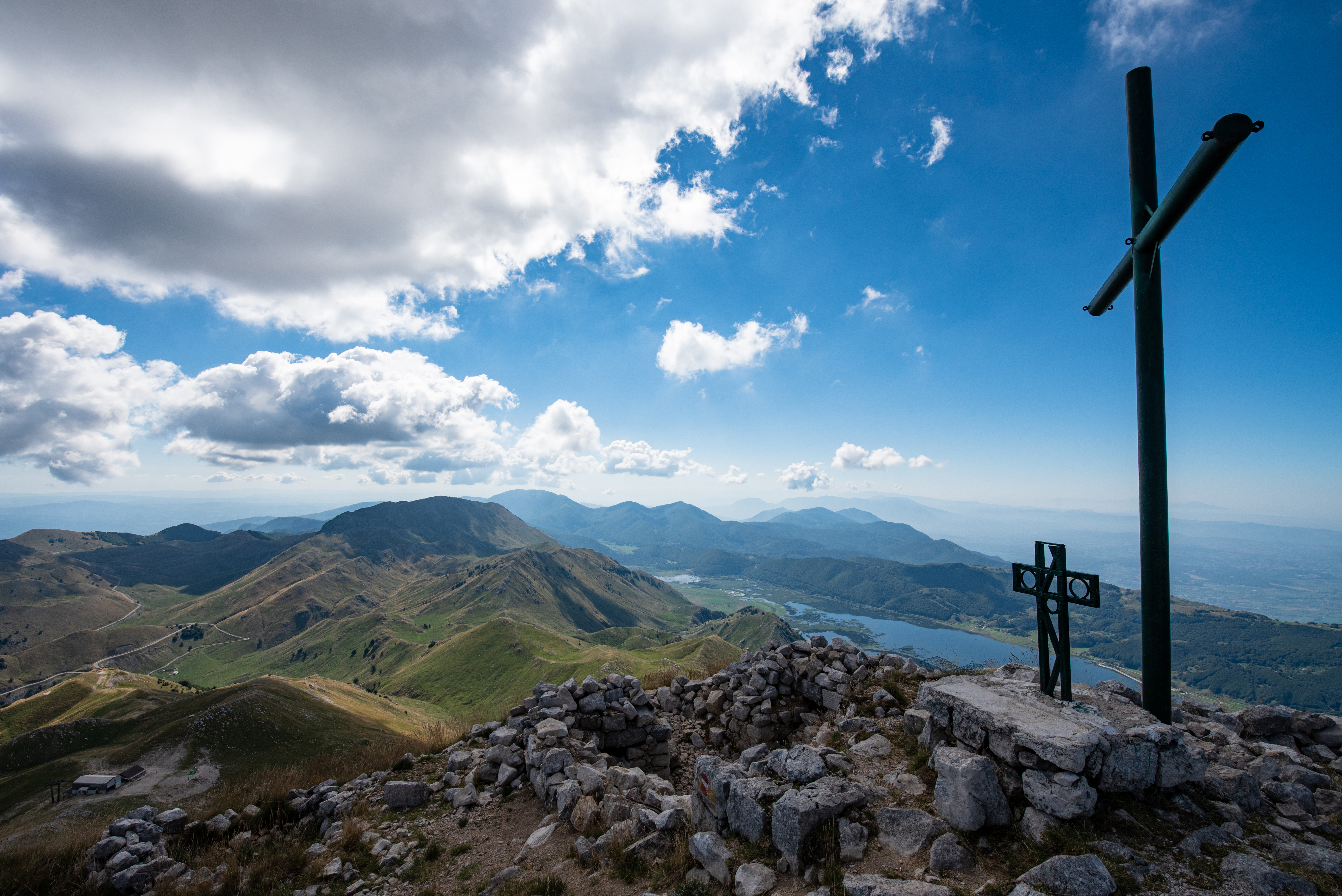
Cima di Monte Miletto
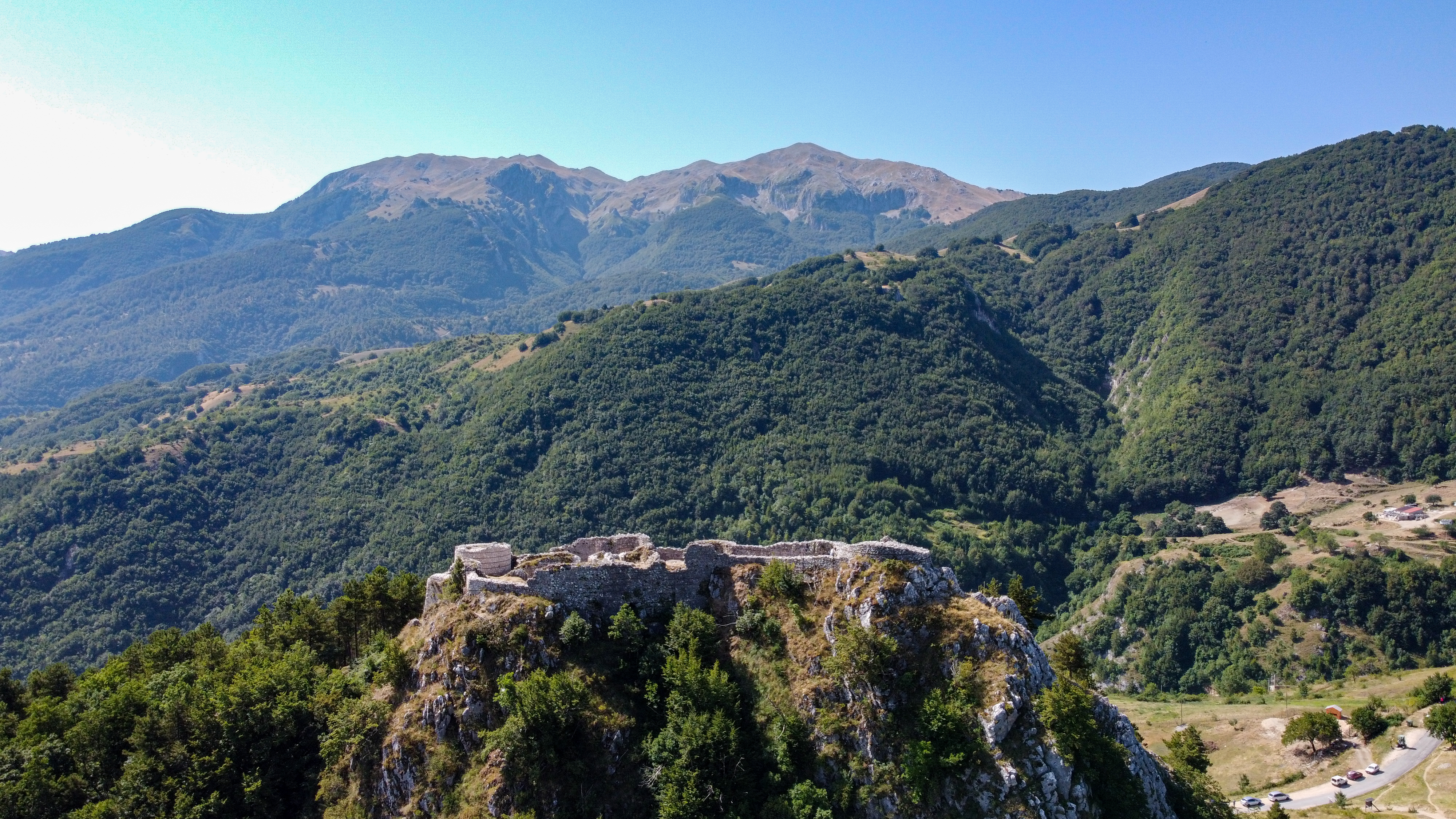
Castello di Roccamandolfi col Matese sullo sfondo
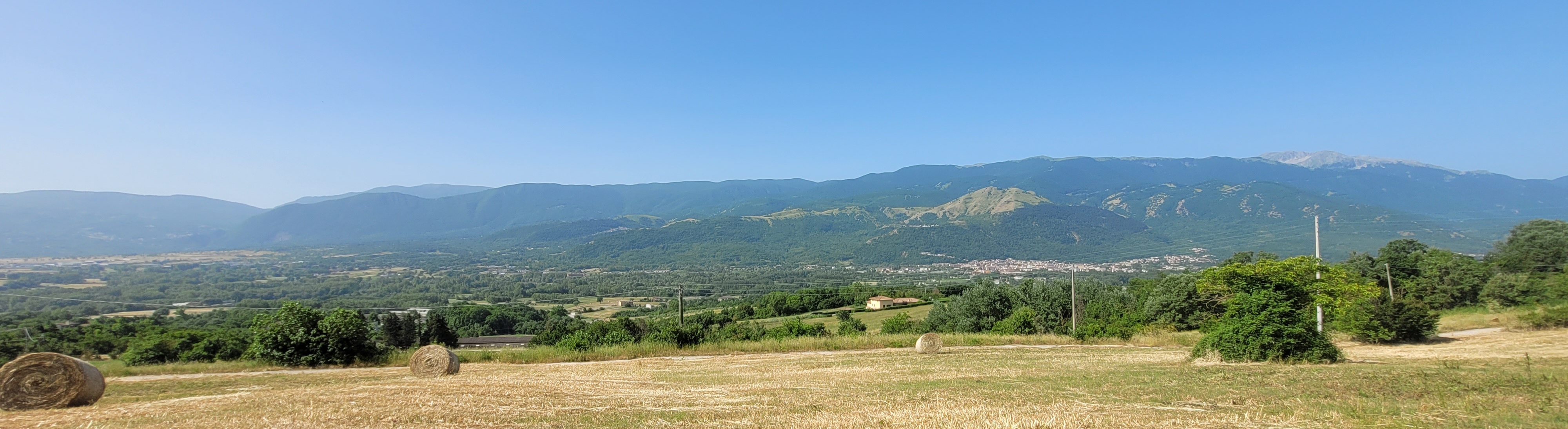
Versante Molisano visto da Colle d'Anchise